# Apricot F1

Apricot F1 con monitor originale (opzionale)

L'Apricot F1 è un personal computer prodotto nel 1984 dall'azienda britannica ACT, che in seguito prese il nome di Apricot Computers.
Come il precedente Apricot, l'F1 era rivolto al mercato aziendale, ma in questo caso a un costo molto ridotto; nel Regno Unito fu presentato come l'unico vero sistema professionale a meno di 1000 sterline.
È dotato di microprocessore Intel 8086, sistema operativo MS-DOS, 128 o 256 kB di RAM, lettore di floppy disk da 3,5" e 315 kB (opzionale doppia faccia / doppia densità da 720 kB), e molti programmi applicativi forniti con il computer. Il case, orizzontale, è caratterizzato da una forma inconsueta, basso e stretto e molto più sviluppato in profondità. Tastiera e mouse (opzionale) sono senza filo, con collegamenti a raggi infrarossi. Il monitor è indipendente, collegabile a uscita RGB o composita, inoltre era disponibile a parte un modulatore per il collegamento a un generico televisore a colori.
Il modello Apricot F1e ridusse ulteriormente il prezzo, restando praticamente identico e proponendo 256 kB di RAM e floppy da 315 kB. L'intento era di entrare anche nel mercato dell'educazione.